# Luoping, Chongqing
Luoping (kinesiska: 骡坪) är en köping i sydvästra Kina. Den ligger i häradet Wushan i storstadsområdet Chongqing, omkring 380 kilometer nordost om det centrala stadsdistriktet Yuzhong. Antalet invånare är 24 859. Befolkningen består av 11 573 kvinnor och 13 286 män. Barn under 15 år utgör 22,0 %, vuxna 15-64 år 67 %, och äldre över 65 år 9,0 %.